# Cardiochlamys velutina
Espèce
Cardiochlamys velutina est une espèce de plantes de la famille des Convolvulaceae, endémique de Madagascar.

## Étymologie
L’épithète spécifique velutina, qui signifie « velue » en latin, fait référence aux feuilles velues de la plantes.

## Description
L’espèce a été décrite par Johannes Gottfried Hallier en 1893.
La tige est ligneuse, mince, volubile, cylindrique, glabre en dessous, velue et brune au-dessus. Les feuilles ont des pétioles longs, et un limbe exactement cordé, aigu, vert foncé sur le dessus, brunes et poilues sur la face inférieure. Les fleurs sont petites, en grappes solitaires à l’aisselle des bractées aux extrémités des rameaux et diminuant progressivement, avec des pédicelles plus courts. Les bractées sont semblables aux feuilles. Les bractéoles sont ovales, aigües, de couleur rouille et velues. Les trois sépales externes sont deux fois plus longs, linéaires-lancéolés, et les deux sépales internes sont petits et lancéolés. La corolle est tubulaire, pubescente à l'extérieur, atteignant 2 cm de long. Les étamines sont incluses. Le pollen est sphérique et verruqueux. L’ovaire est glabre, à une loge et deux ovules. Le style est long, l'apex légèrement gonflé et le stigmate et bilobé foncé.

## Répartition
Cardiochlamys velutina est endémique du centre et du sud de Madagascar.